# Wnuszytielnyj (1901)
Osiotr (ros. Осётр) – rosyjski niszczyciel z przełomu XIX i XX wieku, jedna z pięciu jednostek typu Foriel. Okręt został zwodowany 23 stycznia 1901 roku we francuskiej stoczni Société Nouvelle des Forges et Chantiers de la Méditerranée w Hawrze, a do służby w Marynarce Wojennej Imperium Rosyjskiego został wcielony w marcu 1901 roku, z przydziałem do Floty Bałtyckiej. W 1902 roku nazwę jednostki zmieniono na „Wnuszytielnyj” (ros. „Внушительный”). Niszczyciel został przerzucony na Daleki Wschód, gdzie wszedł w skład Eskadry Oceanu Spokojnego. Podczas wojny rosyjsko-japońskiej jednostka została zatopiona 25 lutego 1904 roku nieopodal Port Artur przez japońskie krążowniki.

## Projekt i budowa
„Osiotr” był jednym z pięciu niszczycieli typu Foriel, zamówionych i zbudowanych we Francji . Okręty były ulepszoną wersją pierwszego typu francuskich niszczycieli – Durandal, z odmiennym rozmieszczeniem kominów w dwóch parach po dwa .
Okręt zbudowany został w stoczni Société Nouvelle des Forges et Chantiers de la Méditerranée w Hawrze. Stępkę jednostki położono w 1899 roku, a zwodowany został 23 stycznia 1901 roku .

## Dane taktyczno-techniczne
Okręt był niewielkim, czterokominowym niszczycielem . Długość całkowita wynosiła 56,6 metra, szerokość 5,9 metra i maksymalne zanurzenie 3,02 metra . Wyporność normalna wynosiła 312 ton, a pełna 347 ton . Okręt napędzany był przez dwie pionowe maszyny parowe potrójnego rozprężania o łącznej mocy 5200 KM, do której parę dostarczały cztery kotły Normand . Dwuśrubowy układ napędowy pozwalał osiągnąć prędkość 26,5 węzła . Okręt mógł zabrać zapas węgla o maksymalnej masie 82 ton, co zapewniało zasięg wynoszący 1250 Mm przy prędkości 13 węzłów .
Uzbrojenie artyleryjskie okrętu stanowiły: umieszczone na nadbudówce dziobowej pojedyncze działo kalibru 75 mm Canet L/48 oraz pięć pojedynczych dział trzyfuntowych kalibru 47 mm Hotchkiss M1885 L/40 . Jednostka wyposażona była w dwie pojedyncze obracalne nadwodne wyrzutnie torped kalibru 381 mm, umieszczone na pokładzie za pierwszą i drugą parą kominów .
Załoga okrętu liczyła 57–59 oficerów, podoficerów i marynarzy.

## Służba
„Osiotr” został wcielony do służby w Marynarce Wojennej Imperium Rosyjskiego w marcu 1901 roku . Jednostka weszła w skład Floty Bałtyckiej. W marcu 1902 roku nazwę okrętu zmieniono na „Wnuszytielnyj” (ros. „Внушительный”) . Między 1902 a 1903 rokiem niszczyciel został przerzucony na Daleki Wschód.
W momencie wybuchu wojny rosyjsko-japońskiej jednostka wchodziła w skład 1. Flotylli Niszczycieli I Eskadry Oceanu Spokojnego, stacjonując w Port Artur. 27 stycznia?/9 lutego 1904 roku okręt wziął udział w pierwszej, nierozstrzygniętej bitwie między głównymi siłami rosyjskimi i japońskimi na redzie Port Artur. 12 lutego?/25 lutego dowodzony przez kmdra por. Liwena zespół niszczycieli („Wnuszytielnyj”, „Biesstrasznyj”, „Bditielnyj” i „Lejtienant Burakow”) udał się na patrol u północno-zachodnich wybrzeży półwyspu Kwantung. Powracając zespół natknął się na okręty japońskiego 1. dywizjonu niszczycieli i podczas walki „Wnuszytielnyj” i „Biesstrasznyj” oddzieliły się od pozostałych dwóch jednostek, chroniąc się na wodach Zatoki Gołębiej. Rano oba niszczyciele udały się w kierunku bazy, jednak na ich drodze stanęły okręty 3. dywizjonu krążowników kontradmirała Shigeto Dewy (krążowniki pancernopokładowe „Chitose”, „Kasagi”, „Takasago” i „Yoshino”). Na pomoc niszczycielom wyszły z Port Artur krążowniki „Bajan”, „Askold” i „Nowik”, co wykorzystał „Biesstrasznyj” docierając na redę Port Artur. Spóźniony, pozostały w Zatoce Gołębiej „Wnuszytielnyj” stał się około południa celem ognia artyleryjskiego japońskich krążowników, w wyniku którego stracił jednego członka załogi i ze zniszczony kotłem i przestrzelonym kadłubem wyrzucił się na brzeg. Wrak został 40 minut później zniszczony przez „Yoshino”, a załoga niszczyciela dotarła drogą lądową do bazy.